# ボブ・ビーモン
ロバート・ボブ・ビーモン（Robert Bob Beamon, 1946年8月29日 - ）は、アメリカの陸上競技男子走幅跳選手。
ニューヨーク市クイーンズ区ジャマイカ地区南部のサウスジャマイカ出身。
1967年のパンアメリカン競技大会ウィニペグ大会の走幅跳で銀メダルを獲得。
1968年メキシコシティーオリンピックで当時の世界記録を55cmも上回る8m90の驚異的な世界記録で金メダルを獲得した。この大記録の原因は第一に開催地が約2400mの高地であったことにあると言われている。同時にこのジャンプの際は記録公認の上限の追い風2.0m/秒であった。ビーモンのこの記録は第一跳躍であり、このあと雨が降りビーモン自身を含めてこの好条件を生かせなくなってしまった。
1968年のメキシコシティオリンピックの記録は1991年東京世界陸上競技選手権大会でマイク・パウエル（アメリカ）によって更新されるまで、23年間も破られることはなかった。なお8m90cmは現在もオリンピック記録として残り、50年以上経った2023年9月現在でも世界歴代2位の記録である。